# 페이브 포스

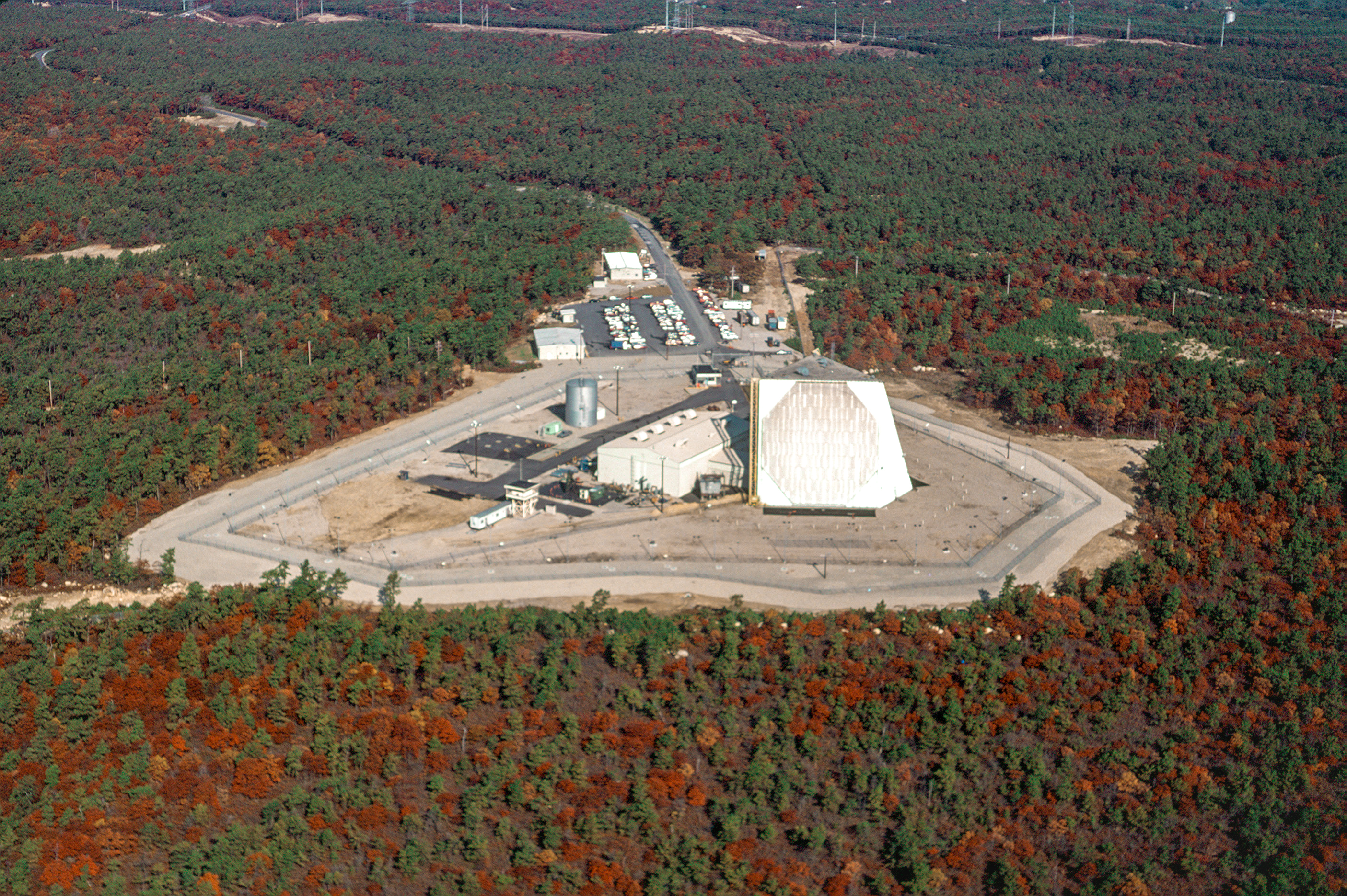
레이시온 AN/FPS-115 페이브 포스

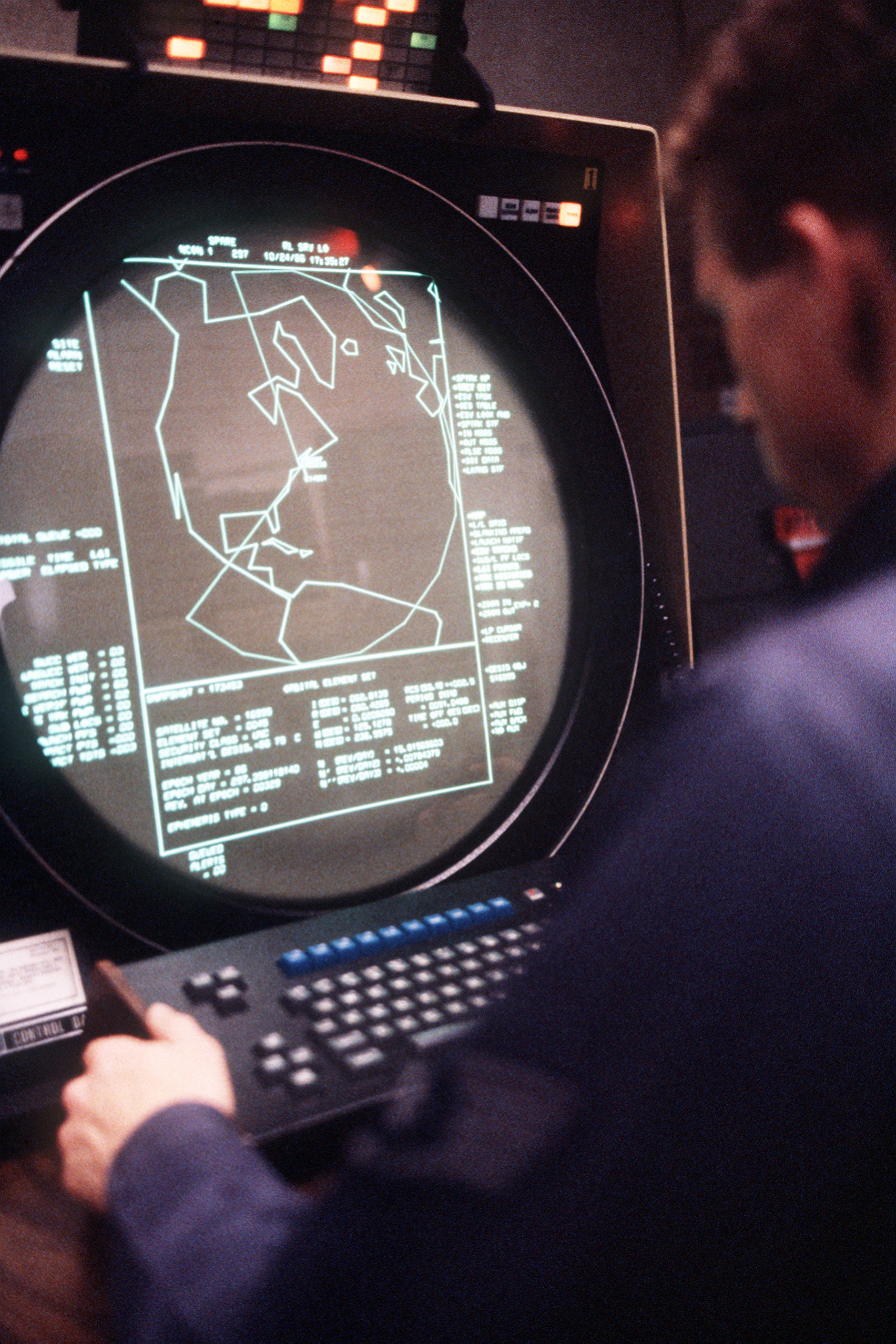
1986년 AN/FPS-115의 콘솔

페이브 포스(PAVE PAWS, PAVE Phased Array Warning System)는 냉전시절, 미국 레이시온이 개발한 조기경보레이다 시스템이다.
레이시온 AN/FPS-115 페이브 포스는 1980년 8월 15일 실전배치되었다. 모두 1980년 2곳, 1987년에 3곳으로, 모두 5곳에 각 2대씩 설치되었다. 1995년 2곳이 폐쇄되었다.
레이시온 AN/FPS-115 페이브 포스는 일부가 AN/FPS-123, AN/FPS-132로 업그레이드 되었다. 2012년 알래스카에 설치할 레이시온 AN/FPS-132를 계약했다. 미국 3곳, 영국 1곳, 그린란드 1곳에 AN/FPS-132가 설치될 계획이다.
2016년 기준으로, 중국, 대만, 일본(J/FPS-3, J/FPS-4, J/FPS-5, J/FPS-7)에 이러한 지상 건축물 형태의 위상 배열 조기경보 레이다가 설치되어 가동중이다. 한국, 북한에는 없다.

## 대만
2000년 8월 19일, 홍콩 일간 명보는 미국이 대만에 페이브 포스를 수출한다고 보도했다. 시스템 가격은 300억 대만 달러(8억 5,700만 달러)이며, 강력한 전자파로 인해, 미군 조종사는 이 시스템의 아래 300fm, 1.6 km 안에 근접 비행하지 말라는 지시를 받고 있다.
2013년 3월 8일, 3000마일(4,828 km)의 거리에서 발사된 탄도 미사일과 전투기 등 1,000개의 목표물을 동시에 추적하여 조기경보할 수 있는 페이브 포즈가 대만 북부 산악지역 정상인 르산 레이더 기지에 설치돼 가동을 시작했다고 미국의 디지털 매체 와이어드가 보도했다. 14억 달러(한화 약 1조 5,230억 원)가 들었다.
건물 10층 높이(32.9m)인 페이브 포즈는 레이다 하나당 감시 각도는 120도이며, 2개가 동시에 설치되어 240도의 시야를 확보한다. 레이다 돔은 가로 세로 31m에 약 20도로 기울어져 있으며 빔을 쏘는 레이다의 직경은 22.1m, 감시거리는 3000 해리(5,556km)에 달한다.
대만은 레이더 시스템을 유지‧보수하는 데 매년 2460만달러(약 267억원)를 미국에 지급하고 있다. 레이시온사의 레이더 핵심 기술이 대만에 제공되지 않아 미국 기술자들이 정비 작업을 맡고 있고, 대만은 레이더를 통해 수집한 정보를 미국과 공유하고 있다.

## 중국
2011년 중국은 페이브포와 비슷한 지상 건물형 위상 배열 레이다를 설치했다. 2013년 대만 보다 2년 앞섰다. 러시아 접경지인 중국 헤이룽장성 솽야산에 설치되었으며, 중국 관영언론들은 탐지거리가 5,500 km라고 보도했다. 한국, 일본, 대만까지 탐지거리 안에 들어간다. 캐나다 군사평론지 칸와디펜스리뷰(Kanwa Defense Review)는 헤이룽장성에 있는 X밴드 레이다의 안테나 크기가 30x24m로 미국의 페이브 포 레이다와 비슷한 크기라고 분석했다. 방향전환이 가능하여 미국의 알래스카 전체도 이 레이다의 탐지범위에 있다.

## 일본
2011년 일본은 중국, 한국, 북한을 탐지거리에 두는 J/FPS-5를 설치했다.

## 같이 보기
- SSPARS
- 탄도유도탄 조기경보 시스템(BMEWS:Ballistic Missile Early Warning System)